# Stoppuhr

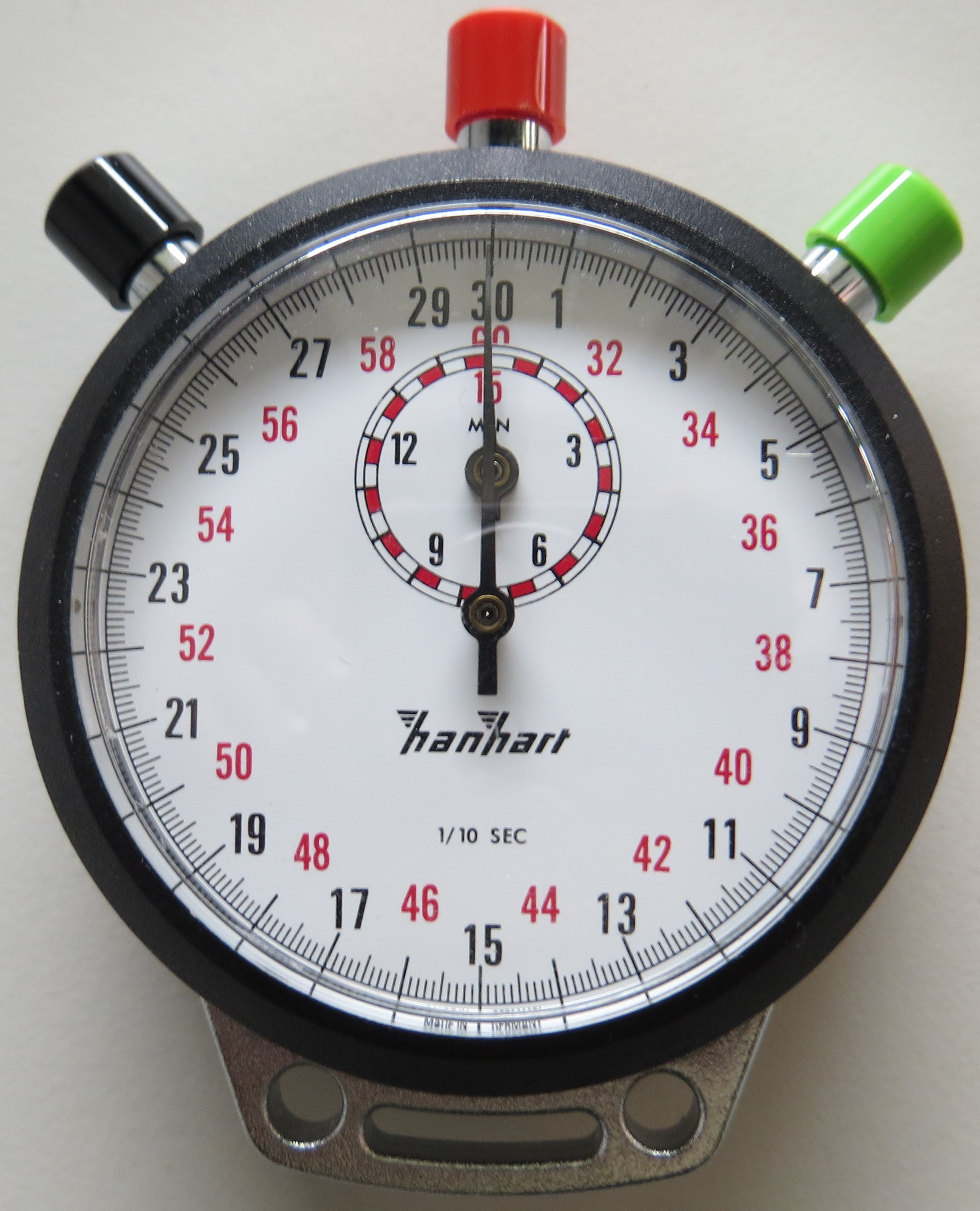
Mechanische Stoppuhr der Firma Hanhart

Die Stoppuhr (auch Chronograph) ist ein präzises Messgerät für den Zeitunterschied zwischen Start und Stopp.
Zeitgeber jeder Stoppuhr ist eine präzise Schwingung. Erzeugt wird sie mechanisch durch eine kurzschwingende Unruh oder elektronisch durch Schwingkreise (Oszillator). Das Zeitsystem ist meist ein relatives, d. h. mit beliebigem Nullpunkt.

## Anwendungsbereich

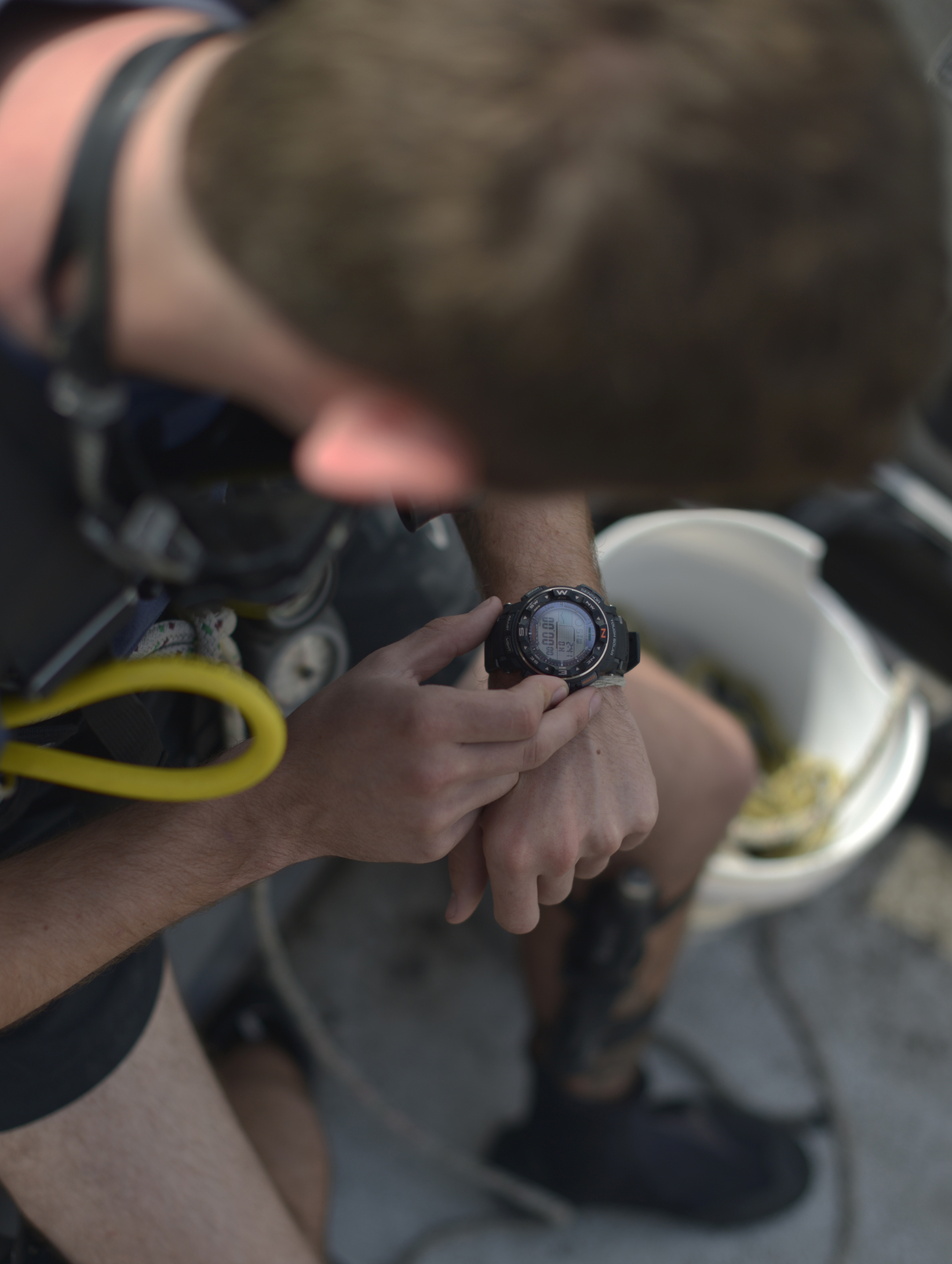
Eine digitale Armbanduhr mit Stoppfunktion im Einsatz bei der US Navy: Ein Marine-Taucher startet die Zeitmessung für einen Routinetauchgang.

Stoppuhren dienen der Messung von Zeitabständen (Zeitmessung), beispielsweise in Sport, Astronavigation, Physik, Chemie, Arbeits- und Produktionsabläufen, Verkehr, Schachspiel und vielem mehr. Im Gegensatz zu einem Chronographen besitzt eine klassische Stoppuhr keine Anzeige der Uhrzeit. Ein Armband- oder Taschenuhr-Chronograph hat zusätzlich zu einer normalen Uhr eine Stoppfunktion mit ähnlichem Auslösemechanismus wie eine Stoppuhr.

## Funktion
Start – Stopp – Null
Die Start-Stopp-Funktion misst die Differenz zwischen zwei Ereignissen. Ein einzelner Drücker startet die Messung beim ersten Druck und stoppt sie beim zweiten Druck. Ein dritter Druck stellt die Uhr auf Null zurück. Bei mechanischen Stoppuhren ist der Drücker als „Kronenstopper“ konstruiert, mit dem die Stoppuhr mechanisch über eine Feder aufgezogen wird.
Pause
Damit die Messung für Pausen unterbrochen werden kann, befindet sich links vom Hauptdrücker eine weitere Taste. Wird sie gedrückt, stoppt der Messvorgang und wird beim zweiten Drücken an der vorherigen Stelle wieder fortgesetzt. Dadurch wird die reine Laufzeit aus den Teilstrecken gemessen. Dazwischenliegende Pausen werden nicht berücksichtigt. Solche Uhren werden als „Additionsstopper“ bezeichnet.
Einzelzeiten
Bei mehreren gleichzeitig startenden Läufern müssen die Zeiten nacheinander abgelesen werden können. Gleiches gilt, wenn für einen Läufer Zwischenzeiten gemessen werden sollen, beispielsweise für einzelne Runden. Dafür hat die Stoppuhr rechts vom Hauptdrücker eine weitere Taste, mit der die Zwischenzeit angezeigt werden kann, während die Uhr im Hintergrund weiterläuft. Mechanische Stoppuhren haben zu diesem Zweck einen „Schleppzeiger“, der zum Ablesen der Zwischenzeit angehalten wird, während der Hauptzeiger weiterläuft. Nach einem zweiten Druck auf den rechten Drücker springt der Schleppzeiger wieder zum Hauptzeiger und läuft mit diesem wieder parallel.

## Bauart

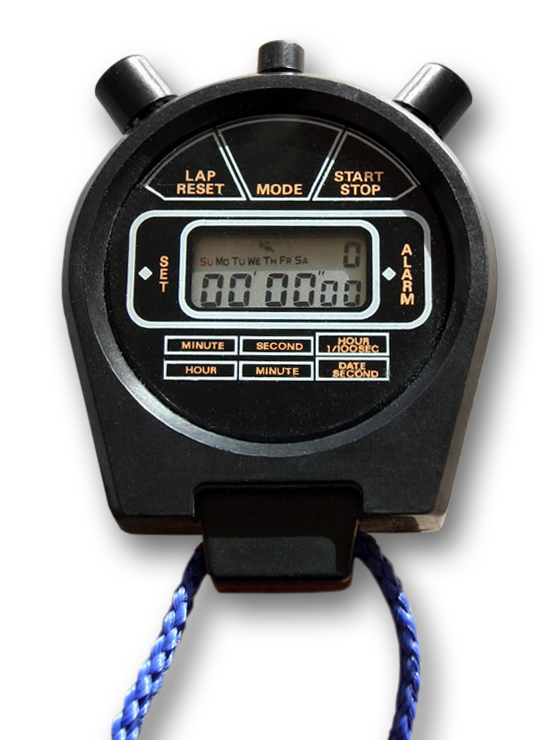
Digitale Stoppuhr, die beispielsweise im Sporttraining und im Schulsport eingesetzt wird.

### Elektronische Stoppuhr
Heutzutage haben sich elektronische Stoppuhren durchgesetzt. Sie haben Messgenauigkeiten von 1/100- bis 1/1000-Sekunden, sind billiger als mechanische und auch einfacher zu handhaben.

### Mechanische Stoppuhr
Die mechanische Stoppuhr hat die Form einer Taschenuhr. Sie wird durch Knopfdruck gestartet und ebenso gestoppt. Zeiger für Minute, Sekunde und 1/10-Sekunde zeigen die gemessene Zeit. Bekannte Hersteller sind Hanhart (Schweiz, Deutschland), Heuer (Schweiz), Junghans (Deutschland) und Agat (Russland).

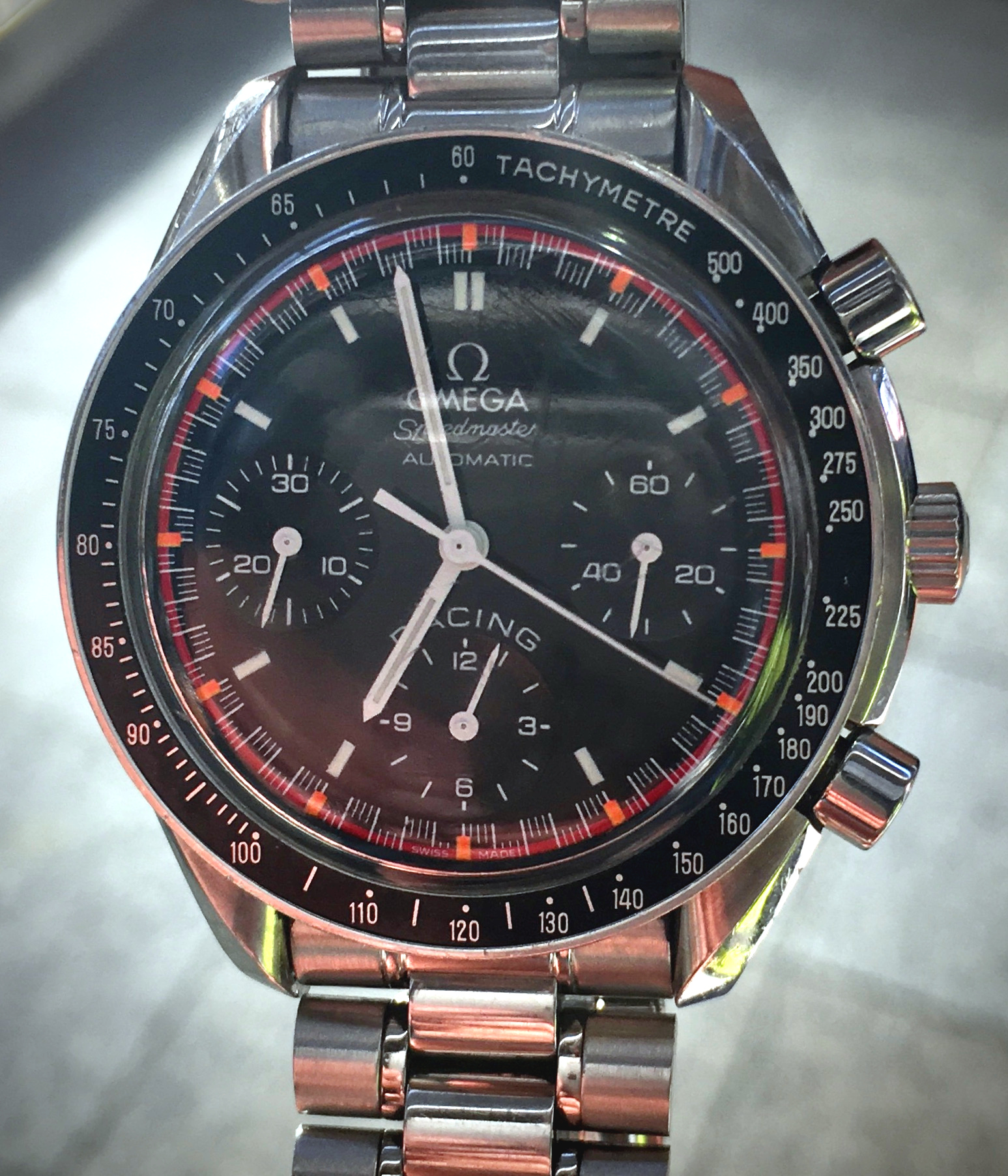
Eine Omega Speedmaster Racing, ein klassischer Chronograph mit mechanischem Uhrwerk. Die Stoppfunktion wird über die beiden Drücker oberhalb und unterhalb der Aufzugskrone bedient.

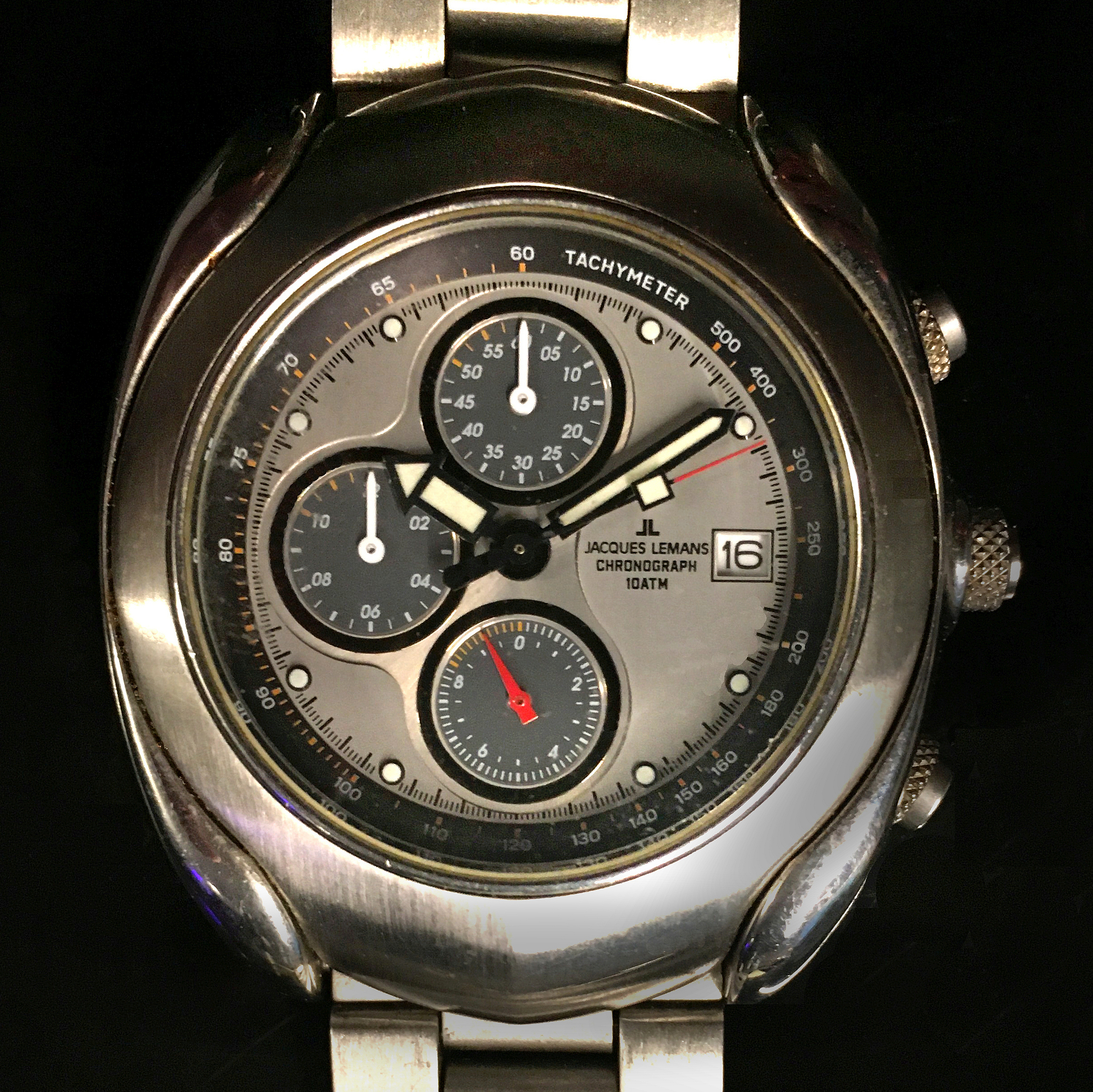
Quarz-Armbandchronograph mit Stoppuhr, wobei der unterste, rote Zeiger pro Sekunde eine Umdrehung vollführt, wodurch eine Stopp-Genauigkeit von etwa 0,02 Sekunden (kleinste Strich-Einteilung der Zifferblatt-Skala) möglich ist

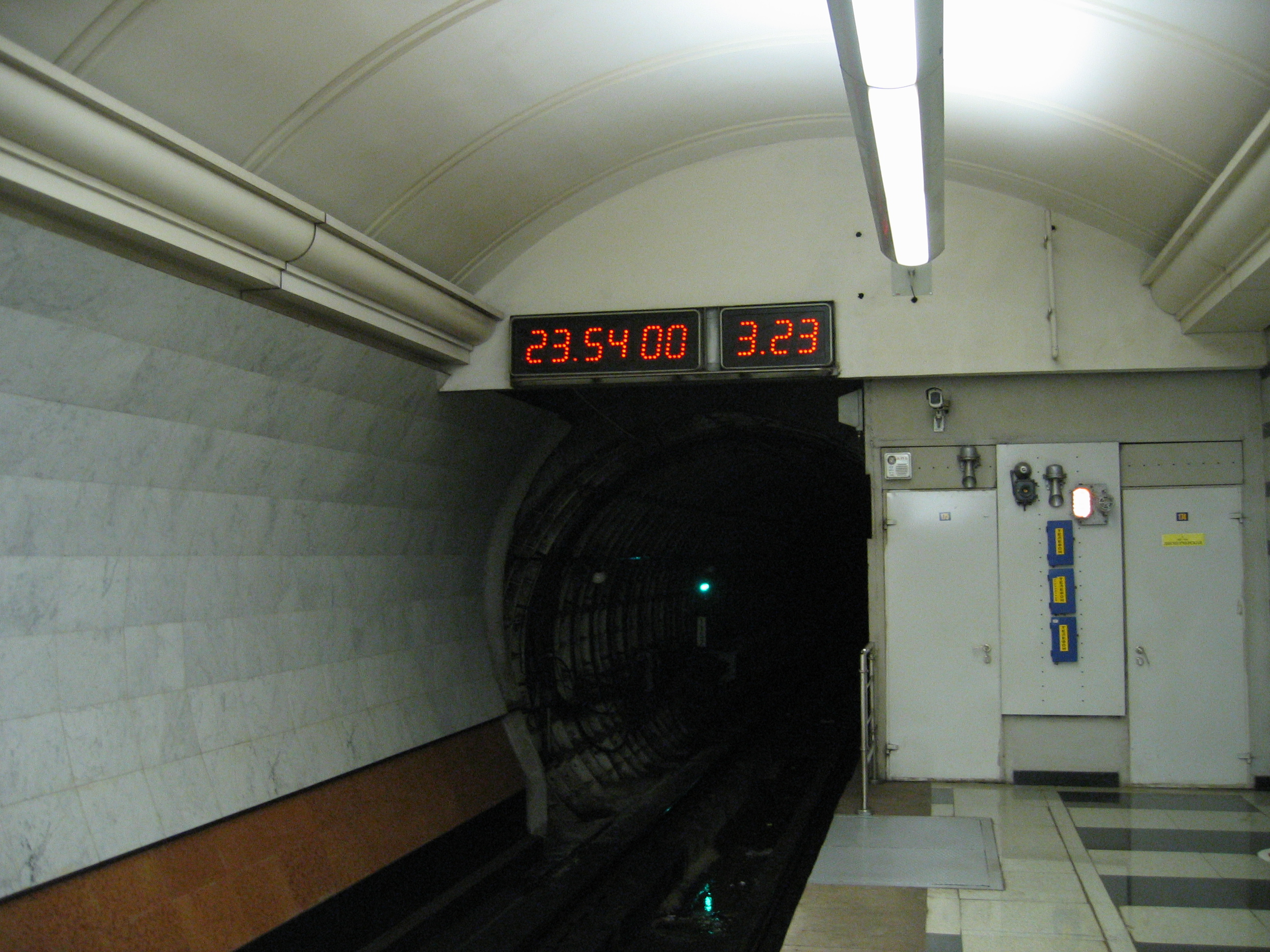
Typisch für osteuropäische Metros sind Zugfolgeuhren vorne am Bahnsteig. Sie geben die Zeit seit der letzten Zugabfahrt an und stellen sich bei der nächsten wieder auf Null

### Armbanduhr mit Stoppuhr
Erste mechanische Armbanduhren mit Stoppuhr-Funktion (Armbandstoppuhren), sogenannte „Chronographen“, gab es als Fliegeruhr und Taucheruhr. Bekannte Hersteller sind japanische Firmen Casio und Seiko sowie Hanhart in Deutschland.
In den heutigen elektronischen Armbanduhren ist eine Stoppuhr-Funktion meist integriert.

### Zeitmessanlage
Im Wettkampfsport und bei großen Sportveranstaltungen gehören automatische Zeitmessanlagen zum Standard. Lichtschranken messen Start- und Ziel-Durchgang, die automatische Stoppuhr berechnet die Zeitdifferenz, Daten werden durch Funk oder Kabel übertragen und durch spezialisierte Software ausgewertet. Die Ergebnisse und Ranglisten werden auf Großanzeigen dargestellt und in Echtzeit im Internet und Fernsehen verbreitet.

## Geschichte
Nicholas Rieussec erfand 1821 die erste Stoppuhr, welche die gemessene Zeit über einen Tintenschreiber festhielt. Daher rührt die heute allgemein verwendete, jedoch irreführende Bezeichnung Chronograph für Uhren mit Stoppfunktion. Jean Pouzait konstruierte 1776 eine sekundengenaue Uhr, die sich zwar stoppen ließ, aber dabei wurde die ganze Uhr angehalten. Joseph Thaddäus Winnerl baute 1831 eine sekundengenaue Stoppuhr im Taschenuhrformat. Mit zwei unabhängig voneinander anhaltbaren Sekundenzeigern ließen sich Zwischenzeiten ablesen. Er nannte sie „Chronoskop“. Adolphe Nicole erfand 1862 die erste Taschenuhr der Welt, deren Sekundenzeiger sich anhalten ließ und der mit Knopfdruck wieder auf Null gestellt wurde. 
1936 wurden bei den Olympischen Spielen erstmals die Zeiten der Skifahrer mit zwei Stoppuhren an der Start- und Ziellinie gemessen und anschließend die Fahrzeit berechnet. Die endgültigen Rennergebnisse standen erst Stunden später zur Verfügung.